# フュゼシャボニ - エゲル線
フュゼシャボニ - エゲル線（フュゼシャボニ - エゲルせん、ハンガリー語: Füzesabony–Eger-vasútvonal）は、ハンガリー国鉄の鉄道線の名称である。路線番号は87。

## 運行形態
快速と普通について説明する。

### 快速(IR)
- アグリア号（IR87系統）：　ブダペスト - フュゼシャボニ - エゲル
1時間に1本の運行[2]。フュゼシャボニ以南は80号線に直通する。アンドルナクターヤは夜間のエゲル行と早朝のブダペスト行、合計1往復のみが停車する。
過去の運行形態
2019年夏以前は、2時間に1本の運行で、特急(O)として運行していた。また、大部分がマクラールを通過していた。アンドルナクターヤ停車の列車のうち、早朝のブダペスト行は、普通列車(S87)として運行していた。
2019年秋以降、快速(IR)に種別変更され、毎時1本に増発された。マクラールは全列車停車となった。
2021年度より、早朝のブダペスト行普通(S87)の系統番号が外された。
2022年度より、早朝のブダペスト行普通が、快速(IR)に格上げされ、アンドルナクターヤは1往復停車となった。

- 過去の運行系統
  - デブレツェン - フュゼシャボニ - エゲル
2022年度以降、2時間に1本運行していた。フュゼシャボニ以南は108号線に直通していた。アンドルナクターヤは早朝と夜間のみ停車列車があった。
2024年4月のダイヤ改正で廃止[3]。

### 普通
- ハトヴァン → フュゼシャボニ → エゲル
未明に一日片道1本の運行。各駅に停車する。フュゼシャボニ以南は108号線から直通する。

- フュゼシャボニ - エゲル
早朝・夜間のみの運行。
2019年夏以前は、平日1時間に1本、休日2時間に1本の運行であった。フュゼシャボニで、80号線デブレツェン方面の特急に接続していた。2019年秋より2時間に1本に減便となり、2022年度より早朝・夜間のみの運行となった。また、2021年度以前は早朝・夜間を除きアンドルナクターヤを通過していた。

## 駅一覧
以下では、ハンガリー国鉄87号線の駅と営業キロ、停車列車、接続路線などを一覧表で示す。
- 種別
  - O：急行
  - S：普通
- 停車駅
  - ■印：全列車停車
  - ●印：一部通過
  - ○印：一部停車
  - ｜印：全列車通過

| 路線名 | 駅名                 | 駅間営業キロ | 累計営業キロ | IR | Sz | 接続路線                                                               | 所在地       | 所在地           |
| ------ | -------------------- | ------------ | ------------ | -- | -- | ---------------------------------------------------------------------- | ------------ | ---------------- |
| 87     | フュゼシャボニ駅     | -            | 0            | ■  | ■  | 80号線（ミシュコルツ方面、ブダペスト方面） 108号線（デブレツェン方面） | ヘヴェシュ県 | フュゼシャボニ郡 |
| 87     | マクラール駅         | 7            | 7            | ■  | ■  |                                                                        | ヘヴェシュ県 | エゲル郡         |
| 87     | アンドルナクターヤ駅 | 5            | 12           | ○  | ■  |                                                                        | ヘヴェシュ県 | エゲル郡         |
| 87     | エゲル駅             | 5            | 17           | ■  | ■  | シルヴァーシュヴァーラド方面                                           | ヘヴェシュ県 | エゲル郡         |